# Пфінцталь
Пфінцталь (нім. Pfinztal) — громада в Німеччині, знаходиться в землі Баден-Вюртемберг. Підпорядковується адміністративному округу Карлсруе. Входить до складу району Карлсруе.
Площа — 31,05 км2. Населення становить 18 685 ос. (станом на 31 грудня 2020).